# Periodo di rotazione

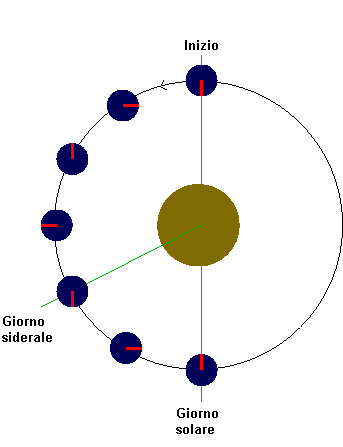
Ipotetica rivoluzione di un pianeta intorno alla propria stella, con durata pari a 3 giorni siderali o 2 giorni solari (il disegno illustra solo metà rivoluzione).

Il periodo di rotazione è il tempo impiegato da un corpo celeste (stella, pianeta, satellite naturale o asteroide) per compiere una rotazione completa sul proprio asse detto asse di rotazione. Per esempio la Terra ha un periodo rotatorio di 24 ore, che corrisponde alla durata del giorno. Per tutto ciò che ruota nell'orbita del Sole si distinguono:
- il giorno sidereo o periodo di rotazione siderea, il periodo impiegato da un pianeta per eseguire un'intera rotazione attorno al proprio asse immaginario (come la rotazione terrestre).
- il giorno solare, il tempo che intercorre tra due culminazioni consecutive del Sole su un determinato meridiano.

Per esempio il periodo di rotazione siderale della Terra è di 23 h 56 min 4 s e il suo giorno solare è in media di 24 ore, quindi circa 4 minuti (o meglio 3 min e 56 s) più lungo. Nel sistema solare Venere e Urano costituiscono due eccezioni perché hanno una rotazione retrograda, cioè ruotano nel senso inverso alla loro rivoluzione. Per questo Venere ha un giorno solare di 117 giorni terrestri, più corto del giorno siderale che è di 243 giorni terrestri. Perciò su questi pianeti il Sole sorge e tramonta al contrario della Terra, rispettivamente a ovest e a est.
Nel sistema solare con periodo siderale si indica il periodo di rivoluzione siderale, che non va confuso con il periodo di rotazione siderale sopra descritto. La conseguenza del moto di rotazione è la rotazione apparente della volta celeste.

## Evoluzione e sviluppo del periodo di rotazione
Le forze di marea esercitate su un pianeta dal Sole o dai suoi satelliti mutano la velocità di rotazione del pianeta. Si tratta generalmente di un rallentamento, salvo quando il satellite ha una rivoluzione più veloce della rotazione del pianeta e l'effettua nello stesso senso.
In particolare il periodo di rotazione siderale della Terra aumenta a causa delle forze di marea del Sole e della Luna.
Anche il cambiamento di ripartizione della materia sul pianeta (sollevamento di massicci montuosi, fusione dei ghiacciai continentali), può modificare la velocità di rotazione.
La variazione del periodo di rotazione della Terra influisce sulla durata del giorno che attualmente supera le 24 ore medie di alcune frazioni di secondo. È così necessario aggiungere periodicamente un secondo, detto secondo intercalare, affinché il tempo universale resti sincronizzato.

## Il moto
Il moto di rotazione che la Terra compie attorno al proprio asse, da ovest verso est, ha la durata di 23h 56m 04s e viene definito giorno sidereo. Tale intervallo di tempo non deve essere confuso con quello che è il giorno solare, la cui durata media è di 24h.
Il giorno "solare" dura mediamente circa quattro minuti in più rispetto al giorno sidereo a causa del moto di rivoluzione della Terra intorno al Sole. Dopo avere compiuto una rotazione di 360° intorno al proprio asse (in 23h 56m 04s) la Terra deve ruotare di un altro piccolo angolo per ritornare nella stessa direzione rispetto al Sole, perché nel frattempo si è spostata lungo l'orbita che percorre intorno a esso e impiega circa quattro minuti per ruotare di tale piccolo angolo.
Mentre la durata del giorno sidereo è costante quella del giorno solare varia leggermente durante il corso dell'anno, perciò non si dice che il giorno solare dura 24h, ma che il giorno solare dura mediamente 24h. Tale variazione durante l'anno si verifica a causa del fatto che l'orbita della Terra intorno al Sole non è una circonferenza ma un'ellisse, per cui esistono dei punti dell'orbita in cui la Terra è più vicina al Sole (il punto di vicinanza massima è detto perielio) e punti dell'orbita in cui la Terra è più lontana dal Sole (il punto di lontananza massima è detto afelio). In accordo con la seconda legge di Keplero nei punti dell'orbita in cui la Terra è più vicina al Sole, essa si muoverà (moto di rivoluzione) più velocemente lungo tale orbita. Viceversa nei punti dell'orbita in cui la Terra è più lontana dal Sole, essa si muoverà più lentamente lungo tale orbita. Quando la Terra si muove più velocemente, l'angolo che la Terra deve percorrere per ritornare nella stessa direzione rispetto al Sole (quel piccolo angolo di cui abbiamo appena parlato) aumenta leggermente con conseguente piccolo aumento della durata del giorno solare. Viceversa quando la Terra si muove più lentamente, tale angolo diminuisce leggermente con conseguente piccola diminuzione della durata del giorno solare. Un altro elemento che contribuisce a variare la durata del giorno solare è l'inclinazione dell'asse terrestre sul piano dell'eclittica (66° 33'). Ai solstizi il moto annuo apparente del sole è più veloce, di conseguenza il giorno solare è più lungo, mentre è più corto agli equinozi.
Poiché ogni punto della Terra compie in un giorno lo stesso giro (di 360°), la velocità angolare è identica a tutte le latitudini. La velocità lineare (distanza percorsa da un punto nell'unità di tempo), invece, varia con la latitudine e con l'altitudine: è massima all'equatore (465,11 m/s) e nulla ai poli, e decresce al crescere della latitudine. Con il diminuire della velocità lineare diminuisce anche la forza centrifuga.
Il movimento di rotazione subisce piccole variazioni, per cui la sua durata si allunga di 2 millesimi di secondo ogni secolo. Ciò sarebbe dovuto all'attrito delle maree: la Luna, infatti, esercita un'azione frenante sulla Terra, perché questa ruota su se stessa più velocemente di quanto non faccia la Luna nel suo moto di rivoluzione intorno alla Terra. Nella sua rotazione la Terra tende a trascinarsi dietro i rigonfiamenti delle maree, mentre il nostro satellite esercita la sua attrazione proprio su di essi, rallentando la rotazione terrestre: come ulteriore conseguenza si ha anche un'accelerazione della Luna sulla sua orbita e un aumento della forza centrifuga che tende ad allontanare la Luna dalla Terra. Questo fenomeno, però, dovrebbe durare solo fino a quando i due moti non saranno parificati: la Terra allora presenterà alla Luna sempre la stessa faccia e le onde di marea dovute alla Luna saranno sempre nelle stesse zone. Tuttavia il fenomeno delle maree non scomparirà totalmente, visto che queste sono originate anche dal Sole.
Altre variazioni del periodo di rotazione sono dovute a modificazioni nella struttura interna della Terra.